# 小野田紗栞
小野田紗栞（日语：／ Onoda Saori，2001年12月17日—），靜岡縣出身，隸屬於演藝經紀公司UP-FRONT AGENCY旗下，曾是靜岡縣地下偶像團體「ぷりんせす♪りぼん」的一員，後加入Hello! Pro研修生(第22期)，2016年8月13日正式加入山茶花工廠，隔年2月22日推出3A單曲「初戀日出 / Just Try! / 美麗的山茶花」正式出道。

## 個人簡歷
2014年
- 3月-8月，參加＜モーニング娘。'14 ＜黄金(ゴールデン)＞オーディション＞甄選，晉級至合宿審查後落選。
- 10月25日，成為Hello! Pro研修生。

2016年
- 8月23日，被選為山茶花工廠的三位追加成員之一。

2017年
- 2月22日，以山茶花工廠成員的身分推出3A單曲「初戀日出 / Just Try! / 美麗的山茶花」正式出道。

## 外部連結
- つばきファクトリーHello!Project （页面存档备份，存于）
- つばきファクトリー的X（前Twitter）
- つばきファクトリーAmeblo （页面存档备份，存于）
- YouTube上的つばきファクトリー頻道
- 小野田紗栞的Instagram帳戶
- 官網個人檔案 （页面存档备份，存于）